# Evedon
Evedon är en by i civil parish Ewerby and Evedon, i distriktet North Kesteven, i grevskapet Lincolnshire, i England. Byn är belägen 3 km från Sleaford. Evedon var en civil parish fram till 1931 när blev den en del av Ewerby and Evedon. Civil parish hade 81 invånare år 1921. Byn nämndes i Domedagsboken (Domesday Book) år 1086, och kallades då Evedune.